# Эренберг (Рён)
Эренберг (нем. Ehrenberg) — община в Германии, в земле Гессен. Подчиняется административному округу Кассель. Входит в состав района Фульда. Население составляет 2635 человек (на 31 декабря 2010 года). Занимает площадь 40,81 км².